# 長崎県道194号黒瀬馬込港線
長崎県道194号黒瀬馬込港線（ながさきけんどう194ごう くろせまごめこうせん）は、長崎県西海市を通る一般県道である。

## 概要
西海市大島町の黒瀬から馬込港付近に至る。起点付近に幅員がやや狭い区間がある他は2車線が確保されている。

### 路線データ
- 起点：長崎県西海市大島町
- 終点：長崎県西海市大島町（長崎県道15号崎戸大島線・長崎県道243号寺島馬込港線終点）
- 総延長：2.9 km

## 地理

### 通過する自治体
- 西海市

### 交差する道路
| 交差する道路                                     | 交差する場所 | 交差する場所 |
| ------------------------------------------------ | ------------ | ------------ |
| 長崎県道15号崎戸大島線 長崎県道243号寺島馬込港線 | 大島町       | 終点         |

### 沿線
- 大島造船所
- 大島アイランドホテル長崎